# Ibsan

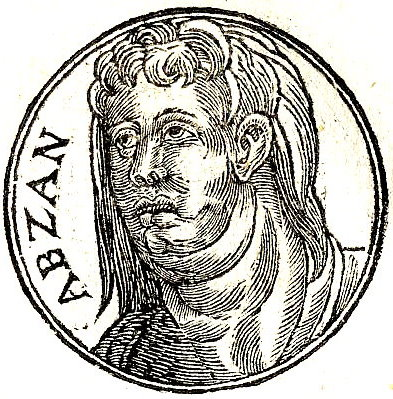
Ebsan volgens het Promptuarii Iconum Insigniorum (Guillaume Rouillé)

Ibsan (Hebreeuws: אִבְצָן) was volgens Rechters 12:8-10 in de Hebreeuwse Bijbel de tiende rechter over de Israëlieten. Hij volgde Jefta op en was zeven jaar rechter. Toen hij stierf werd hij begraven te Bethlehem. Sommige Bijbelwetenschappers menen dat dit in Bethlehem in Galilea was en niet in het veel bekendere Bethlehem-Efrata, de geboorteplaats van koning David. De Talmoed echter identificeert Ibsan met Boaz uit het Bijbelboek Ruth, een inwoner van Bethlehem-Efrata.
Hij werd opgevolgd door Elon.